# Wölfershausen
Wölfershausen är en ortsteil i staden Grabfeld i Landkreis Schmalkalden-Meiningen i förbundslandet Thüringen i Tyskland. Wölfershausen var en kommun fram till den 1 januari 2019 när den uppgick i Grabfeld. Kommunen Wölfershausen hade 357 invånare 20--.